# Spilosmylus epiphanes
Spilosmylus epiphanes är en insektsart som först beskrevs av Navás 1917.  Spilosmylus epiphanes ingår i släktet Spilosmylus och familjen vattenrovsländor. Inga underarter finns listade i Catalogue of Life.